# Vera Miles

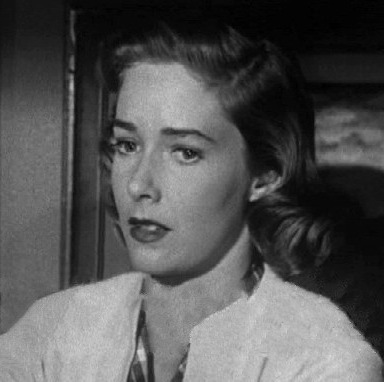
Vera Miles in The Wrong Man, 1956.

Vera June Ralston (Boise City (Oklahoma), 23 augustus 1930) is een Amerikaans actrice.
Haar doorbraakrol kwam in 1956, in de film The Searchers. Verder noemenswaardig zijn haar rollen in The Man Who Shot Liberty Valance, Sergeant Ryker en Hellfighters. Ook was ze te zien in de Hitchcock-films The Wrong Man en Psycho. Ze hernam de rol van Lila Crane in Psycho II, hoewel ze zichzelf daar Lila Loomis noemt.  In de film vermeldt ze dat haar man Sam Loomis is overleden.
Miles' laatste wapenfeit stamt uit 1995, toen ze een rol speelde in de film Separate Lives. 

## Huwelijksleven
Ze was viermaal getrouwd en heeft vier kinderen.

## Filmografie
- When Willie Comes Marching Home (1950) - Meisje naast lachende sergeant (Niet op aftiteling)
- Two Tickets to Broadway (1951) - Koormeisje (Niet op aftiteling)
- For Men Only (1952) - Kathy
- The Rose Bowl Story (1952) - Denny Burke
- The Beast from 20,000 Fathoms (1953) - Aankondiger in trailer (Scènes verwijderd)
- The Charge at Feather River (1953) - Jennie McKeever, de ontvoerde
- So Big (1953) - Meisje (Niet op aftiteling)
- Lux Video Theatre Televisieserie - Intermissie-gast (Afl., All Dressed in White, 1954)
- Crown Theatre with Gloria Swanson Televisieserie - Lois Wheeler (Afl., This Day Is Yours, 1954)
- Pride of the Blue Grass (1954) - Linda
- Four Star Playhouse Televisieserie - Maggie Bernard (Afl., My Own Dear Dragon, 1954)
- Lux Video Theatre Televisieserie - Intermissie-gast (Afl., Shall Not Perish, 1954)
- The Pepsi-Cola Playhouse Televisieserie - Nancy (Afl., The Grey and Gold Dress, 1954)
- Medic Televisieserie - Janie (Afl., The Wild Intruder, 1954)
- Four Star Playhouse Televisieserie - Julie Tolin (Afl., A Championship Affair, 1954)
- Lux Video Theatre Televisieserie - Maureen O'Reilly (Afl., The Exposure of Michael O'Reilly, 1954)
- General Electric Theater Televisieserie - Terry (Afl., Walking John Stopped Here, 1954)
- The Ford Television Theatre Televisieserie - Nancy Carr (Afl., The Tryst, 1954)
- City Detective Televisieserie - Carol (Afl., Goodbye Old Paint, 1955)
- The Pepsi-Cola Playhouse Televisieserie - Rol onbekend (Afl., The House Where Time Stopped, 1955)
- Science Fiction Theatre Televisieserie - Dr. Jan Corey (Afl., No Food for Thought, 1955)
- The Millionaire Televisieserie - Merle Roberts (Afl., The Merle Roberts Story, 1955)
- The Ford Television Theatre Televisieserie - Angela (Afl., P.J. and the Lady, 1955)
- Wichita (1955) - Laurie McCoy
- Alfred Hitchcock Presents Televisieserie - Elsa Spann (Afl., Revenge, 1955)
- Tarzan's Hidden Jungle (1955) - Jill Hardy
- Screen Directors Playhouse Televisieserie - Ruth Dahlberg (Afl., Rookie of the Year, 1955)
- The 20th Century-Fox Hour Televisieserie - Virginia (Afl., Man on the Ledge, 1955)
- Lux Video Theatre Televisieserie - Audrey O'Connor (Afl., The Inside Story, 1955)
- The Searchers (1956) - Laurie Jorgensen
- Strange Stories Televisieserie - Rol onbekend (Afl., Such a Nice Little Girl, 1956)
- 23 Paces to Baker Street (1956) - Jean Lennox
- Autumn Leaves (1956) - Virginia Hanson
- General Electric Summer Originals Televisieserie - Rol onbekend (Afl., Great Lady, 1956)
- General Electric Theater Televisieserie - Mrs. Eaton (Afl., Emergency Call, 1956)
- The Wrong Man (1956) - Rose Balestrero
- Lux Video Theatre Televisieserie - Rol onbekend (Afl., Because of You, 1956|The Taggart Light, 1957)
- Climax! Televisieserie - Sally Jordan (Afl., The Hand of Evil, 1957)
- Beau James (1957) - Betty Compton
- Playhouse 90 Televisieserie - Carolyn Cook (Afl., Panic Button, 1957)
- Studio 57 Televisieserie - Rol onbekend (Afl., Emergency Call, 1958)
- Climax! Televisieserie - Jan Michaels (Afl., Sound of the Moon, 1958)
- Schlitz Playhouse of Stars Televisieserie - Rol onbekend (Afl., The Sail, 1953|The Great Lady, 1954|The Letter, 1956|Penny Wise, 1958)
- Climax! Televisieserie - Janet Reese (Afl., House of Doubt, 1958)
- Colgate Theatre Televisieserie - Judy Gregory (Afl., Mr. Tutt, 1958)
- Beyond This Place (1959) - Lena Anderson
- Riverboat Televisieserie - Jeanette Mowbray (Afl., About Roger Mowbray, 1959)
- Rawhide Televisieserie - Helen Walsh (Afl., Incident at the Buffalo Smokehouse, 1959)
- The FBI Story (1959) - Lucy Ann Hardesty
- Wagon Train Televisieserie - Zuster Rita (Afl., The Sister Rita Story, 1959)
- General Electric Theater Televisieserie - Nora Douglas (Afl., Nora, 1959)
- A Touch of Larceny (1959) - Virginia Killain
- The Lawbreakers (1960) - Angela Walsh
- Zane Grey Theater Televisieserie - Jenny Breckenridge (Afl., Miss Jenny, 1960)
- The Twilight Zone Televisieserie - Millicent Barnes (Afl., Mirror Image, 1960)
- 5 Branded Women (1960) - Daniza
- Startime Televisieserie - Jean Medwick (Afl., Incident at a Corner, 1960)
- Psycho (1960) - Lila Crane
- Laramie Televisieserie - Anne Andrews (Afl., Three Roads West, 1960)
- General Electric Theater Televisieserie - Debra Stone (Afl., The Camel's Foot, 1960)
- The Asphalt Jungle Televisieserie - Angela Walsh (Afl., The Lady and the Lawyer, 1961)
- Back Street (1961) - Liz Saxon
- Frontier Circus Televisieserie - Maureen McBride (Afl., Lippizan, 1961)
- Checkmate Televisieserie - Zoe Kamens (Afl., The Crimson Pool, 1961)
- The Detectives Starring Robert Taylor Televisieserie - Lucy Forrest (Afl., Three Blind Mice: Part 1 & 2, 1962)
- The Alfred Hitchcock Hour Televisieserie - Daphne (Afl., Don't Look Behind You, 1962)
- The Man Who Shot Liberty Vance (1962) - Hallie Stoddard
- Sam Benedict Televisieserie - Midge Maddon (Afl., Maddon's Folly, 1962)
- The Eleventh Hour Televisieserie - Ann Costigan (Afl., Ann Costigan: A Duel on a Field of White, 1962)
- Route 66 Televisieserie - Ellen Barnes (Afl., Where Is Chick Lorrimer? Where Has He Gone?, 1962)
- The Dick Powell Show Televisieserie - Stella Calman (Afl., Crazy Sunday, 1962)
- The Eleventh Hour Televisieserie - Kate Sommers (Afl., Beauty Playing a Mandolin Underneath a Willow Tree, 1963)
- The Virginian Televisieserie - Miss Wallace (Afl., The Man Who Wouldn't Die, 1963)
- The Fugitive Televisieserie - Monica Welles (Afl., Fear in a Desert City, 1963)
- Arrest and Trial Televisieserie - Jean Forbes (Afl., Isn't It a Lovely View, 1963)
- Kraft Suspense Theatre Televisieserie - Ann Ryker (Afl., The Cast Against Paul Ryker: Part 1 & 2, 1963)
- A Tiger Walks (1964) - Dorothy Williams
- The Outer Limits Televisieserie - Kasha Paine (Afl., The Forms of Things Unknown, 1964)
- The Virginian Televisieserie - Maggie Menken (Afl., Portrait of a Widow, 1964)
- The Unknown (Televisiefilm, 1964) - Kassia Paine
- Bob Hope Presents the Chrysler Theatre Televisieserie - Beth (Afl., The Sojourner, 1964)
- Burke's Law Televisieserie - Claudia Sutton (Afl., Who Killed the Horne of Plenty?, 1964)
- Wagon Train Televisieserie - Janice Stuart (Afl., The Bob Stuart Story, 1964)
- The Hanged Man (Televisiefilm, 1964) - Lois Seeger
- Slattery's People Televisieserie - Lucy Hampton (Afl., Question: How Long Is the Shadow of a Man?, 1965)
- Those Calloways (1965) - Lydia (Liddy) Calloway
- The Alfred Hitchcock Hour Televisieserie - Nicky Revere (Afl., Death Scene, 1965)
- Mr. Novak Televisieserie - Zuster Gervaise (Afl., There's a Penguin in My Garden, 1965)
- Wagon Train Televisieserie - Anne Reed (Afl., The Silver Lady, 1965)
- My Three Sons Televisieserie - Ernestine Coulter (Afl., The First Marriage, 1965|Red Tape Romance, 1965|Brother, Ernie, 1965)
- I Spy Televisieserie - Rachel Wilson (Afl., Affair in T'Sien Cha, 1965)
- The Man from U.N.C.L.E. Televisieserie - Madame De Sala (Afl., The Bridge of Lions Affair: Part 1 & 2, 1966)
- Bonanza Televisieserie - Sarah Lowell (Afl., Four Sisters from Boston, 1966)
- Follow Me, Boys! (1966) - Vida Downey
- ABC Stage 67 Televisieserie - Adele (Afl., The People Trap, 1966)
- The Spirit Is Willing (1967) - Kate Powell
- Run for Your Life Televisieserie - Rachel Pike (Afl., The Inhuman Predicament, 1967)
- Gentle Giant (1967) - Ellen Wedloe
- Judd for the Defense Televisieserie - Lydia Gray (Afl., Everybody Loved Harlan Except His Wife, 1967)
- Sergeant Ryker (1968) - Ann Ryker
- Kona Coast (1968) - Melissa Hyde
- Insight Televisieserie - Mme Bernice (Afl., Madam, 1968)
- The Green Berets (1968) - Mrs. Kirby (Scènes verwijderd)
- The Name of the Game Televisieserie - Marisa Cummings (Afl., The Revolutionary, 1968)
- Ironside Televisieserie - Barbara Jones/Lois Richards (Afl., Barbara Who, 1968)
- Hellfighters (1968) - Madelyn Buckman
- Mission Batangas (1968) - Joan Barnes
- Journey to the Unknown Televisieserie - June Wiley (Afl., Matakitas Is Coming, 1969)
- It Takes All Kinds (1969) - Laura Ring
- Ironside Televisieserie - Barbara Richards (Afl., Goodbye to Yesterday, 1969)
- The F.B.I. Televisieserie - Kate Burke (Afl., The Swindler, 1969)
- The Name of the Game Televisieserie - Tracy Cannon (Afl., Keep the Doctor Away, 1969)
- Mannix Televisieserie - Jean McBride (Afl., Return to Summer Grove, 1969)
- The Name of the Game Televisieserie - Hilary Vanderman (Afl., Man of the People, 1970)
- Gunsmoke Televisieserie - Dr. Samuel McTavish (Afl., Sam McTavish, M.D., 1970)
- The Virginian Televisieserie - Amelia Ballard (Afl., Experiment at New Life, 1970)
- Marcus Welby, M.D. Televisieserie - Helen Wagner (Afl., The Merely Syndrome, 1970)
- Insight Televisieserie - Lucy (Afl., Prometheus Bound, 1970)
- Dan August Televisieserie - Carla (Afl., When the Shouting Dies, 1970)
- The Wild Country (1970) - Kate Tannen
- Medical Center Televisieserie - Gloria Howell (Afl., The Clash, 1970)
- The Last Generation (1971) - Rol onbekend
- Hawaii Five-O Televisieserie - Flora Whiting (Afl., Dear Enemy, 1971)
- Bonanza Televisieserie - Mrs. April Christopher (Afl., A Time to Die, 1971)
- In Search of America (Televisiefilm, 1971) - Jenny Olson
- Cannon (Televisiefilm, 1971) - Diane Langston
- Owen Marshall, Counsellor at Law (Televisiefilm, 1971) - Joan Baldwin
- Alias Smith and Jones Televisieserie - Belle Jordan (Afl., The Posse That Wouldn't Quit, 1971)
- Ironside Televisieserie - Gloria Campbell (Afl., In the Line of Duty, 1971)
- A Howling in the Woods (Televisiefilm, 1971) - Rose Saines
- Jigsaw (Televisiefilm, 1972) - Lilah Beth Cummings
- Insight Televisieserie - Marion (Afl., Why Sparrows Fall, 1972)
- Medical Center Televisieserie - Nora Crayton (Afl., Shock!: Part 1, 1971|Afl., Shock!: Part 2, 1972)
- A Great American Tragedy (Televisiefilm, 1972) - Gloria Wilkes
- Cannon Televisieserie - Dr. Gena Adams (Afl., To Kill a Guinea Pig, 1972)
- Molly and Lawless John (1972) - Molly Parker
- Baffled! (Televisiefilm, 1973) - Andrea Glenn
- One Little Indian (1973) - Doris McIver
- Marcus Welby, M.D. Televisieserie - Janet Devaney (Afl., The Panic Path, 1973)
- Columbo: Lovely But Lethal (Televisiefilm, 1973) - Viveca Scott
- Runaway! (Televisiefilm, 1973) - Ellen
- Owen Marshall: Counselor at Law Televisieserie - Nancy Hodges (Afl., N Is for Nightmare, 1973)
- Live Again, Die Again (Televisiefilm, 1974) - Marcia Carmichael
- The Underground Man (Televisiefilm, 1974) - Eleanor Strom
- The Castaway Cowboy (1974) - Henrietta MacAvoy
- The Strange en Deadly Occurrence (Televisiefilm, 1974) - Christine Rhodes
- Medical Center Televisieserie - Eva (Afl., The Bribe, 1974)
- Disneyland Televisieserie - Kate Tannen (Afl., Wild Country: Part 2, 1975)
- The Streets of San Francisco Televisieserie - Catherine Wyatt (Afl., Men Will Die, 1975)
- Cannon Televisieserie - Vivian Kaid (Afl., Fall Guy, 1975)
- Ellery Queen Televisieserie - Celeste Wakefield (Afl., The Adventure of the Two-Faced Woman, 1976)
- Movin' On Televisieserie - Sheila Powers (Afl., Sing It Again, Sonny, 1976)
- McNaughton's Daughter (Televisiefilm, 1976) - Grace Coventry
- Judge Horton and the Scottsboro Boys (Televisiefilm, 1976) - Mrs. Horton
- Smash-Up on Interstate 5 (Televisiefilm, 1976) - Erica
- Twilight's Last Gleaming (1977) - Victoria Stevens (Niet bevestigd)
- Fire! (Televisiefilm, 1977) - Martha Wagner
- Run for the Roses (1977) - Clarissa Stewart
- Barnaby Jones Televisieserie - Diane Magnus (Afl., The Reincarnation, 1977)
- How the West Was Won (Mini-serie, 1978) - Beth
- Fantasy Island Televisieserie - Martha Tate (Afl., Superstar/Salem, 1978)
- The Runaways Televisieserie - Rol onbekend (Afl., Lies We Live With, 1978)
- And I Alone Survived (Televisiefilm, 1978) - Irene Elder
- Buck Rogers in the 25th Century Televisieserie - Tora (Afl., Flight of the War Witch: Part 1 & 2, 1980)
- Roughnecks (Televisiefilm, 1980) - Ida McBride
- Our Family Business (Televisiefilm, 1981) - Patricia
- Magnum, P.I. Televisieserie - Joan Gibson (Afl., Mad Buck Gibson, 1981)
- Mazes and Monsters (Televisiefilm, 1982) - Cat
- The Love Boat Televisieserie - Bess Hensinger (Afl., His Girls Friday/A Wife for Wilfred/The Girl Who Stood Still, 1982)
- Little House on the Prairie Televisieserie - Ruthy Leland (Afl., The Last Summer, 1983)
- Trapper John, M.D. Televisieserie - Liz Waleska (Afl., Blue Genes, 1983)
- Travis McGee (Televisiefilm, 1983) - Julie Lawless
- The Love Boat Televisieserie - Rol onbekend (Afl., Bricker's Boy/Lotions of Love/The Hustlers, 1983)
- Psycho II (1983) - Lila Loomis-Crane
- BrainWaves (1983) - Marian Koonan
- Helen Keller: The Miracle Continues (Televisiefilm, 1984) - Kate Keller
- Matt Houston Televisieserie - Mary Haywood (Afl., The High Fashion Murders, 1984)
- The Love Boat Televisieserie - Rol onbekend (Afl., Paying the Piper/Baby Sister/Help Wanted, 1984)
- Hotel Televisieserie - Teresa Clayborne (Afl., Wedding, 1984)
- The Initiation (1984) - Frances Fairchild
- Finder of Lost Loves Televisieserie - Joanna Shaw (Afl., Deadly Silence, 1985)
- Into the Night (1985) - Joan Caper
- Murder, She Wrote Televisieserie - Warden Elizabeth Gates (Afl., Jessica Behind Bars, 1985)
- Hotel Televisieserie - Millie Broom (Afl., New Beginnings, 1985)
- International Airport (Televisiefilm, 1985) - Elaine Corley
- Crazy Like a Fox Televisieserie - Rol onbekend (Afl., Requiem for a Fox, 1985)
- Hotel Televisieserie - Grace Harlan (Afl., Imperfect Union, 1985)
- Hotel Televisieserie - Ruth (Afl., All the King's Horses, 1987)
- Simon & Simon Televisieserie - Catherine Van Alder-Vicente (Afl., The Richer They Are The Harder They Fall, 1988)
- The Hijacking of the Achille Lauro (Televisiefilm, 1989) - Sophie Kubacki
- Murder, She Wrote Televisieserie - Charmaine Calloway Thompson (Afl., See You in Court, Baby, 1990)
- Murder, She Wrote Televisieserie - Nancy Landon (Afl., Thursday's Child, 1991)
- Separate Lives (1995) - Dr. Ruth Goldin